# Gerdi Verbeet
Geerdi Alida Verbeet, detta Gerdie Verbeet (Amsterdam, 18 aprile 1951), è una politica olandese, appartenente al Partito Laburista. Dal 2006 al 2012 è stata presidente della Tweede Kamer.

## Biografia
La madre di Gerdi Verbeet era già entrata nel PvdA nel 1946. Ha frequentato una scuola superiore ad Amsterdam e in seguito ha lavorato come insegnante. 

## Politica
Dal 1994 al 2001 è stata consigliere di politici socialdemocratici. Dopo le dimissioni di un collega di partito è arrivata alla Tweede Kamer l'11 dicembre 2001. Nelle elezioni del 2002, perse il seggio, ma il 26 luglio fu di nuovo membro della camera.
Il 6 dicembre 2006, è stata inaspettatamente eletta in un ballottaggio segreto per presiedere la Seconda Camera, contro la democratica cristiana Maria van der Hoeven e il liberale di destra Henk Kamp. Dopo le elezioni del 2010 è stata rieletta a questa carica il 22 giugno. Ha ricevuto 94 voti (su 150 seggi in totale), mentre il candidato avversario Charlie Aptroot dei Liberali di destra 54 voti.
Nelle elezioni parlamentari del 12 settembre 2012, Verbeet non si è più candidata alla Tweede Kamer ed è quindi uscita il 19 settembre 2012 insieme ad altri 50 deputati. Il suo successore alla presidenza dell'assemblea è stata Anouchka van Miltenburg del VVD.